# Botanical Society of the British Isles
Die Botanical Society of the British Isles (Abkürzung BSBI; deutsch „Botanische Gesellschaft der Britischen Inseln“) ist eine wissenschaftliche Gesellschaft für an der Flora der Britischen Inseln Interessierte. Die Gesellschaft wurde 1836 als Botanical Society of London gegründet. Ihr gehören sowohl professionelle Mitglieder als auch Amateure an. Sie ist nach Mitgliederzahl die größte botanische Organisation auf den Britischen Inseln.
Die BSBI gibt Atlanten und Floraübersichten, etwa für einzelne Countys, mit Verbreitungsangaben der Pflanzen heraus. Sie gibt die botanische Zeitschrift Watsonia und die BSBI News (ISSN 0309-930X) heraus, einen dreimal jährlich erscheinenden Rundbrief für die Mitglieder. Darüber hinaus organisiert die BSBI Konferenzen und betreibt ein „education program“.
Der BSBI steht ein Rat aus gewählten Mitgliedern vor. Sie ist im Vereinigten Königreich als wohltätige Organisation („registered charity“) anerkannt.